# Programma Verbreding Techniek Basisonderwijs
Een groot aantal basisscholen heeft wetenschap en techniek opgenomen in hun curriculum. In 2011 ging het honderd scholen project van het Platform Bètatechniek van start. In dit project van het platform wordt onderzocht hoe basisscholen op dit gebied kunnen innoveren en welke steun zij nodig hebben van adviesdiensten en onderzoekers.
Deze activiteiten zijn een vervolg op het in 2001 gestarte Programma Verbreding Techniek Basisonderwijs of kortweg VTB. Het programma stimuleert de inpassing van lesmateriaal over techniek en wetenschap in het basisonderwijs. Terwijl er een toenemende behoefte komt aan mensen met technische kennis en vaardigheden, is er een afnemende belangstelling bij kinderen en jongeren voor deze beroepen. Door stimulering wordt geprobeerd te belangstelling te vergroten, zodat er op termijn toch voldoende loodgieters en chemici zullen zijn. Bovendien lenen wetenschap en techniek zich voor het ontwikkelen van creatieve en probleemoplossende vermogens bij kinderen. 
Een groot aantal scholen is begonnen met het geven van wetenschap en techniek. Daarbij krijgen ze ondersteuning van het 
Programma VTB. Zo konden scholen tot juni 2008 een subsidie van €12.000 krijgen als ze techniek inpassen in hun reguliere programma. Ter ondersteuning zijn er 24 regionale steunpunten opgezet. Deze steunpunten zijn de contactpunten voor de individuele scholen en organiseren onder meer informatiebijeenkomsten om de basisscholen, de techniek- en wetenschapsorganisaties en het bedrijfsleven met elkaar in aanraking te laten komen. Hiervoor wordt via een website lesmateriaal beschikbaar gesteld. Alle basisscholen in Nederland kunnen daar gebruik van maken.
In 2008 is het VTB-pro programma gestart als aanvulling op VTB. Pro staat voor professionalisering van (a.s.) leerkrachten. VTB-pro richt zich op het opleiden van basisschoolleerkrachten en pabo-studenten. Basisschoolleerkrachten kunnen zich aanmelden voor een training van zes dagdelen om zich te bekwamen in het geven van wetenschap en techniek. Door het volgen van een trainingsprogramma worden de leerkrachten competent in het stimuleren van onderzoekend en ontwerpend leren. De trainingsprogramma's worden uitgevoerd door een netwerk van pabo's verspreid over het land. Deze pabo's werken samen met de in 2008 opgerichte kenniscentra voor wetenschap en techniek. Deze kenniscentra ontwikkelen en onderzoeken onderwijsinnovaties voor pabo's en basisscholen. 
Beide programma's worden voor een groot deel gesubsidieerd door het Platform Bètatechniek.
Scholen doen mee aan uiteenlopende wedstrijden, bijvoorbeeld het jaarlijkse techniektoernooi. Steeds meer universiteiten hebben een wetenschapsknooppunt gericht op basisscholen en organiseren Wetenschap & Techniek Academies voor basisschoolleraren.